# Boisseau

Boisseau este o comună în departamentul Loir-et-Cher, Franța. În 1 ianuarie 2022 avea o populație de 104 de locuitori.